# Lee Seung-woo
Lee Seung-woo (en coreano: 이승우; Suwon, Gyeonggi, 6 de enero de 1998) es un futbolista surcoreano que juega como centrocampista en el Jeonbuk Hyundai Motors F. C. de la K League 1.
Fue considerado uno de los futbolistas más prometedores.

## Trayectoria

### Inicios
A la edad de 12 años, Lee atrajo la atención del ojeador del Barcelona Albert Puig, cuando acabó como el máximo anotador en la Danone Nations Cup de 2010, un torneo de fútbol para jóvenes, disputado en Sudáfrica. Tras ello, el equipo coreano fue invitado a participar en un torneo amistoso, la Copa Cataluña-Corea, que organizó una peña del Barcelona y que se saldó con la victoria de conjunto coreano. Fue este acontecimiento el que le ayudó a fichar por el FC Barcelona. Después de unirse a la academia del club, «La Masía», Lee fue progresando a través de las diferentes categorías, marcando goles a menudo y consiguiendo altas valoraciones por sus partidos, ganándose así una reputación como uno de los mejores talentos de la escuela de fútbol del Barça. Sin embargo, Lee y otros ocho jugadores de la academia afrontaron una prohibición de disputar partidos, debido a la infracción de las Reglas de Elegibilidad de la Juventud de la FIFA que había cometido el club culé con las incorporaciones de dichos jóvenes, la cual supuso también la prohibición al Barcelona de fichar jugadores por dos períodos de transferencia. Lee por tanto no fue capaz de jugar partidos oficiales hasta que no hubiese cumplido los 18 años, el 6 de enero de 2016. Durante el tiempo que estuvo sancionado, pudo entrenarse con el Suwon FC, de su país de origen, además de disputar torneos internacionales con las categorías inferiores de la selección nacional surcoreana.
Para la temporada 2015/2016 y tras cumplirse la sanción, el futbolista fue inscrito en el Juvenil "A" del Barcelona, con visos a debutar también en el Barcelona B, que juega en Segunda División B. Debutó con el juvenil el 16 de enero de 2016, tres años después de su último partido con la camiseta barcelonista, en un encuentro frente al filial del U. E. Cornellà.
Durante dicha temporada disputó la Liga Juvenil de la UEFA 2015-16, debutando en octavos de final frente al FC Midtjylland. El encuentro se saldó con un 3-1 favorable a los azulgrana, con Lee consiguiendo el segundo gol de su equipo.

## Selección nacional

### Categorías inferiores

#### Sub-17
Lee hizo su debut internacional con las categorías inferiores de Corea del Sur, concretamente el equipo Sub-16, que compitió en las rondas clasificatorias del Campeonato Sub-16 de la AFC de 2014, donde anotó un hat-trick en 34 minutos contra Laos (anotó un cuarto gol más en el partido).
En abril de 2014, Lee era parte de la selección Sub-16 de Corea del Sur que acabó el torneo Montaigu como subcampeón. Lee fue elegido en el once ideal del Torneo. En septiembre, lideró a Corea del Sur en otro subcampeonato, esta vez en el Campeonato Sub-16 de la AFC de 2014. Anotó 5 goles y asistió 4 veces en 5 partidos totales, y fue nombrado el Jugador más valioso del torneo.
En 2015, Lee fue el miembro más joven del equipo Sub-18 de Corea del Sur que participó en la Copa Suwon JS. Lee no marcó y fue substituido en los encuentros frente a Uruguay, Bélgica y Francia.
Mundial Sub-17 2015
Fue convocado para la Copa Mundial de Fútbol Sub-17 de 2015 a realizarse en Chile, donde Corea del Sur quedó en el grupo de Brasil, Inglaterra y Guinea, del cual Corea del Sur ganó el grupo, quedando eliminada en octavos de final a manos de Bélgica. Lee jugó solo 2 partidos de la fase grupal, ante Brasil y Guinea, y el partido por octavos de final ante Bélgica.

#### Sub-20
Mundial Sub-20 2017
Lee formó parte del plantel que fue anfitriona en la Copa Mundial de Fútbol Sub-20 de 2017 jugada en Corea del Sur. Lee jugó los 3 partidos de la fase de grupos del torneo, haciéndolo de titular ante Guinea y ante Argentina, en donde Corea del Sur ganó 3-0 y 2-1 respectivamente, en ambos partidos Lee anotó un gol, y entrando a los 57' en el último partido ante la selección de Inglaterra dónde Corea del Sur perdió 1-0. Luego, jugó de titular en los octavos de final del torneo, ante la selección de Portugal, partido en el cual Corea del Sur quedaría eliminada tras perder por 3-1.

### Absoluta
El 2 de junio de 2018, el seleccionador Shin Tae-yong lo incluyó en la lista de 23 para el Mundial.

### Participaciones en selección nacional
| Copa                                | Categoría                           | Sede                                | Resultado                           | Partidos | Goles |
| ----------------------------------- | ----------------------------------- | ----------------------------------- | ----------------------------------- | -------- | ----- |
| Campeonato Sub-16 de 2014           | Sub-17                              | Tailandia                           | Subcampeón                          | 5        | 5     |
| Mundial Sub-17 de 2015              | Sub-17                              | Chile                               | Octavos de final                    | 3        | 0     |
| Mundial Sub-20 de 2017              | Sub-20                              | Corea del Sur                       | Octavos de final                    | 4        | 2     |
| Copa Mundial FIFA 2018              | Absoluta                            | Rusia                               | Primera fase                        | 2        | 0     |
| Copa Asiática 2019                  | Absoluta                            | EAU                                 | Cuartos de final                    | 2        | 0     |
| Total parcial en selección nacional | Total parcial en selección nacional | Total parcial en selección nacional | Total parcial en selección nacional | 16       | 7     |